# میشائیل ویتمان
میشائل ویتمان (به آلمانی: Michael Wittmann) (۲۲ آوریل ۱۹۱۴–۸ اوت ۱۹۴۴) نظامی آلمانی در دوره رایش سوم و از فرماندهان تانک وافن-اس‌اس در جریان جنگ جهانی دوم بود. او یکی از برترین فرماندهان تانک در طول این جنگ بود که غالباً سوار بر تانک تیگر، منهدم شدن حدود ۱۴۰ تانک و حدوداً همین مقدار توپ دشمن به او نسبت داده می‌شود.

## زندگی و خدمت
میشائیل ویتمان روز ۲۲ آوریل سال ۱۹۱۴ در فوگلتال زاده شد. پس از فارغ‌التحصیلی از دبیرستان، کنار پدرش کار کشاورزی می‌کرد. سال ۱۹۳۴ مدت کوتاهی عضو سازمان داوطلب کار بود. ماه اکتبر سال ۱۹۳۴ به خدمت در رایشش‌هیر پذیرفته شد. پس از دو سال با هنگ ۱۹ پیاده‌نظام در ناحیه مونشن، از خدمت نظامی مرخص شد. سال ۱۹۳۷ داوطلب خدمت در وافن-اس‌اس شد و در یگان محافظ پیشوا، لایب‌اشتاندارته آدولف هیتلر، در برلین لیشترفلده قرار گرفت. ویتمان فردی ساکت، خونسرد و وظیفه‌شناس بود.
ویتمان هنگام آغاز جنگ جهانی دوم با درجه اس‌اس-اونترشورفورر (معادل گروهبان) در گردان توپ تهاجمی لشکر لایب‌اشتاندارته آدولف هیتلر بود. در کارزارهای لهستان و فرانسه حضور داشت. در نبرد یونان یک توپ تهاجمی را فرماندهی کرد. با لشکر لایب‌اشتاندارته از ماه ژوئن سال ۱۹۴۱ به جبهه شرقی رفت. با توپ تهاجمی خود از پیاده‌نظام پشتیبانی می‌کرد و مواقع دفاع نقش سلاح ضدتانک داشت. ویتمان شجاعت زیادی از خود در رزمگاه نشان می‌داد. اغلب تانک‌های قربانی او از فاصله خیلی نزدیک مورد اصابت قرار می‌گرفتند و با همان گلوله نخست منهدم می‌شدند. طبیعتاً تیرهای دشمن به زره‌پوش او نیز می‌خورد و ماه اوت سال ۱۹۴۱ به شکل سطحی زخمی شد. در یک مورد در فاصله نزدیک با هشت تانک شوروی درگیر شد و توانست شش تانک از آن‌ها را منهدم کند. سال ۱۹۴۱ هر دو درجه نشان صلیب آهنین و همچنین نشان تهاجم زرهی را دریافت کرد.
وقتی لشکر لایب‌اشتاندارته میانه سال ۱۹۴۲ برای استراحت و بازسازی به فرانسه منتقل شد، ویتمان به آلمان رفت و وارد دانشکده افسری اس‌اس در بات تولتس شد. پس از گذراندن موفق دوره آموزشی، روز سال نو ۱۹۴۳ با درجه اونتراشتورم‌فورر (معادل ستوان دوم) به سلک افسران درآمد. سپس به جبهه شرقی بازگشت و فرمانده یک دسته در گروهان ۱۳ تانک سنگین تیگر در هنگ ۱ زرهی اس‌اس در لشکر لایب‌اشتاندارته در قسمت جنوبی خط مقدم شد. ویتمان مهارت قابل توجهی در به‌کارگیری تانک تیگر کسب کرد و در روز نخست نبرد کورسک شخصاً هشت تانک و هفت قطعه توپخانه دشمن را منهدم کرد. با استفاده از تاکتیک‌های مؤثر و در قالب کار گروهی با هم‌رزمان خود، تا پایان این نبرد این شمار به ۳۰ تانک و ۲۸ توپ رسید. با ناکامی آلمانی‌ها در عملیات سیتادل، ویتمان پیشاپیش خط مقدم، عقب‌نشینی یگان‌های دیگر را پوشش می‌داد و در مواقع مناسب دست به ضدحمله می‌زد. در موردی دیگر در یک درگیری در زمستان ۱۹۴۴–۱۹۴۳ ویتمان در عرض یک روز خود شخصاً ۱۰ تانک دشمن را از میان برد. به جهت این درخشش، احتمالاً اندکی با تأخیر، در نهایت روز ۱۴ ژانویه سال ۱۹۴۴ نشان عالی صلیب شوالیه صلیب آهنین را دریافت کرد. به هر صورت تنها ۱۶ روز بعد برگ‌های بلوط به صلیب شوالیه او افزوده شد. چند هفته بعد به درجه اس‌اس-اوبراشتورم‌فورر (معادل ستوان یکم) ترفیع گرفت.
ویتمان ماه آوریل سال ۱۹۴۴ به فرماندهی گروهان ۱ تانک سنگین گردان ۵۰۱ زرهی اس‌اس منصوب شد؛ یگانی مجهز به تانک‌های تیگر که مستقیماً از قرارگاه سپاه ۱ زرهی اس‌اس فرمان می‌گرفت. ویتمان تا هنگامی که بهار سال ۱۹۴۴ جبهه شرقی را ترک کرد، انهدام ۱۱۹ تانک شوروی را در کارنامه خود داشت. گردان ۵۰۱ زرهی اس‌اس در بووه در فرانسه مستقر بود که نیروهای متفقین روز ۶ ژوئن سال ۱۹۴۴ در ساحل نرماندی پیاده شدند. این یگان روز بعد به طرف این آوردگاه رفت. این کار به آسانی صورت نگرفت. هواگردهای متفقین پل‌های جنوب پاریس را منهدم کرده بودند و حرکت در روشنای روز برای آلمانی‌ها بسیار خطرناک بود. هنگامی که گروهان ۲ روز ۸ ژوئن در نزدیکی ورسای توسط هواگردهای دشمن منهدم شد، گردان ۵۰۱ زرهی اس‌اس دیگر تنها در تاریکی شب راهپیمایی می‌کرد.

## نبرد ویلر-بوکاژ
سرنیزه گردان، گروهان ویتمان، شب ۱۳–۱۲ ژوئن به ناحیه رزم رسید و شمال شرقی ویلر-بوکاژ در منتهی‌الیه جناح چپ سپاه ۱ زرهی اس‌اس، مواضع استتارشده گرفت. ویتمان قصد داشت روز بعد را صرف تعمیر آسیب‌دیدگی تانک‌های خود کند. با این وجود حمله قدرتمند بریتانیایی‌ها روز ۱۳ ژوئن در خط آلمانی‌ها رخنه کرد و با پیشروی پشت خط آن‌ها، تا ۵ کیلومتری شرق ویلر-بوکاژ رفت. وقتی ویتمان با دشمن برخورد کرد تنها پنج تیگر عملیاتی داشت و مابقی گردان هنوز به او نرسیده بود. گروهان ویتمان تنها مانع در مقابل بریتانیایی‌ها در رسیدن به کان و به محاصره انداختن سپاه ۱ زرهی اس‌اس بود. ویتمان تصمیم به حمله بدون درنگ گرفت. دشمن بریتانیایی انتظار چنین مقابله‌ای را نداشت. ویتمان خود نبرد را با منهدم کردن یک تانک شرمن از فاصله ۸۰ متری آغاز کرد. در عرض چند دقیقه سه تانک دیگر هم از بین رفت. ویتمان شروع به هدف گرفتن نفربرهای دشمن از فاصله نزدیک کرد. گلوله توپ‌های ۷۵ م‌م تانک‌های بریتانیایی بر زره ضخیم تانک تیگر کارگر نبود؛ درحالی‌که توپ ۸۸ م‌م این تانک تنها با یک شلیک هر تانکی از آن‌ها را میان برمی‌داشت. در این هنگام آتش مسلسل خدمه ویتمان پیاده‌نظام و خودروهای سبک دشمن را هم پراکنده کرد. ویتمان به آهستگی به سمت ویلر-بوکاژ رفت و در مسیر هفت تانک دیگر و چندین نفربر را منهدم کرد. همزمان چهار تانک دیگر او هم خسارت زیادی به دشمن زدند. در این زمان هشت تانک تیگر دیگر گردان ۵۰۱ زرهی اس‌اس هم از راه رسیدند.
ویتمان وارد شهر شد و شروع به مبارزه خیابانی با تانک‌ها، توپ‌های ضدتانک و پیاده‌نظام دشمن کرد. با این ضدحمله ویتمان آلمانی‌ها تا شب‌هنگام ویلر-بوکاژ را پس گرفتند و رخنه بریتانیایی‌ها را در این مورد ناکام گذاشتند. دو تانک تیگر آلمانی‌ها در این میانه منهدم شد اما در نهایت ویتمان توانست دشمن را در این موضع کاملاً شکست بدهد. تانک ویتمان خود از کار افتاد و او مجبور شد آن رها کند و به سمت شمال برود. پس از طی حدود ۱۵ کیلومتر به خط خودی در موقعیت لشکر زرهی لی‌یِر رسید. اوبرگروپن‌فورر سپ دیتریش، فرمانده سپاه ۱ زرهی اس‌اس، شجاعت شخصی بسیار و ابتکاری عملی را که ویتمان از خود در این آوردگاه نشان داد و موجب نجات کل سپاه او شد ستود و توصیه به اعطای شمشیرهای صلیب شوالیه به او کرد. ویتمان تا روز ۱۴ ژوئن مجموعاً ۱۳۸ تانک و ۱۳۲ توپ دشمن را شخصاً منهدم کرده بود. ویتمان روز ۲۲ ژوئن سال ۱۹۴۴ شمشیرهای صلیب شوالیه را دریافت کرد و چند روز بعد به درجه هاوپت‌اشتورم‌فورر (معادل سروان) ترفیع گرفت.

## سرنوشت
سپاه ۱ زرهی اس‌اس گروهان ویتمان را به لشکر دوازدهم زرهی اس‌اس هیتلر یوگنت ملحق کرد. نیروهای کانادایی روز ۸ اوت سال ۱۹۴۴ خط آلمانی‌ها را شکستند. فرمانده لشکر هیتلر یوگنت یک ضدحمله بلافاصله زد. در این زمان این لشکر در مجموع تنها ۵۰ تانک عملیاتی داشت. ویتمان در راس یکی از دو گروه رزمی لشکر بود. نیروهای تحت امر او سانتو را باز پس گرفتند و از شدت پیشروی دشمن کاستند. به هر صورت متفقین با صدها تانک ضدحمله‌ای از طرف خود اجرا کردند و پس از چندین ساعت درگیری آلمانی‌ها را مجدداً از این نقطه بیرون راندند. به هر حال با رسیدن نیروی کمکی، ضدحمله اولیه آلمانی‌ها خط مقدم آن‌ها را از فروپاشی نجات داد. هاوپت‌اشتورم‌فورر میشائل در این میانه آخرین بار در پشت خط خودی مشاهده شد که با تانک تیگر خود به تنهایی با پنج تانک شرمن دشمن به شدت درگیری شده بود. او عصرگاه ۸ اوت سال ۱۹۴۴ مفقودالاثر اعلام شد.
برای ۴۳ سال هیچ اثری از ویتمان نبود. تا این که فرانسوی‌ها سال ۱۹۸۷ در حال تعریض جاده‌ای در نزدیکی سانتو بودند که هنگام حفاری گور ناشناسی یافتند که متعلق به بقایای ویتمان بود. این بقایا در گورستان سربازان آلمانی لا کامب دفن شد.